# Ust-Kamienogorsk
Ust-Kamienogorsk (kaz. Өскемен, Öskemen; ros. Усть-Каменогорск, Ust´-Kamienogorsk) – miasto w Kazachstanie na przedgórzu Ałtaju, nad rzeką Irtysz. Stolica obwodu wschodniokazachstańskiego. Ludność: 347 480 mieszkańców (2020).
Nad Irtyszem znajduje się elektrownia wodna. W mieście działa przemysł metalurgiczny, metalowy, maszynowy, elektrotechniczny, spożywczy, materiałów budowlanych, meblarski.

## Historia
- 1720 – założenie miasta jako twierdza Ust´-Kamiennaja
- 1868 – uzyskanie praw miejskich

## Transport
- Port lotniczy Ust-Kamienogorsk
- Tramwaje w Ust-Kamienogorsku

## Sport
- Torpedo Ust-Kamienogorsk – klub hokejowy
- Wostok Ust-Kamienogorsk – klub piłkarski